# Stadtbefestigung Waidhofen an der Thaya

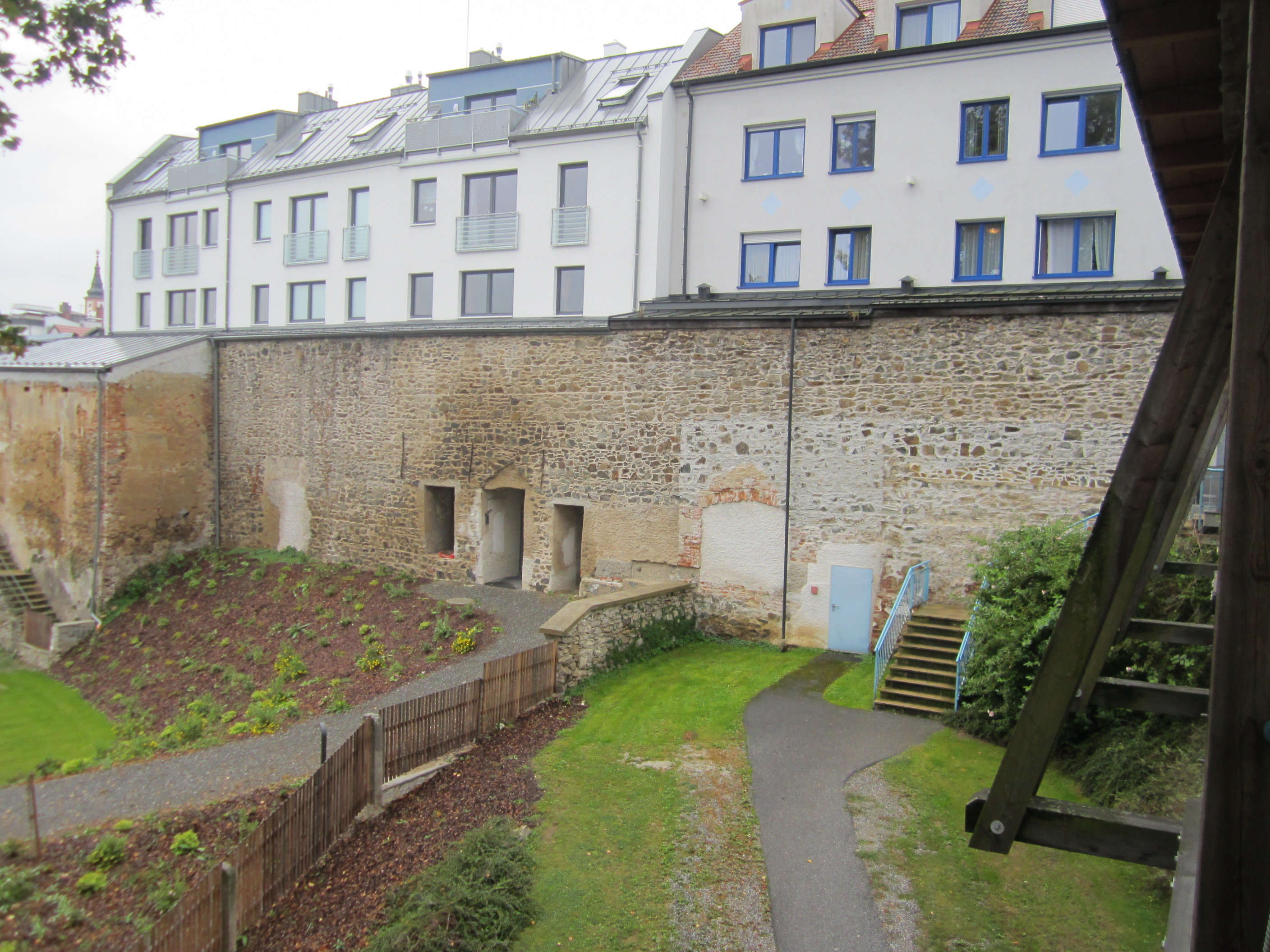
Stadtmauer

Die Stadtbefestigung Waidhofen an der Thaya begrenzte in wehrhafter Höhenlage auf einem südlich und östlich steil zum Fluss Thaya abfallenden Geländesporn die mittelalterliche planmäßige Burgstadt Waidhofen an der Thaya im Waldviertel in Niederösterreich.

## Geschichte
Um 1522 wurde eine Reparatur und Wiederherstellung genannt. Nach 1792 wurde begonnen den Stadtgraben zuzuschütten und südlich wie nördlich wurden Gartenparzellen angelegt. Drei Stadttore wurden im 19. Jahrhundert abgetragen. 

## Beschreibung
Die dem Geländesporn entsprechende längliche Dreieckanlage hatte anfangs einen angerartigen Platz. Den östlichen Spitz sicherte die ehemalige Burg (das heutige barocke Schloss) und gegenüber an der westlichen Stadtmauer die Pfarrkirche Waidhofen an der Thaya mit einem ursprünglich wehrhaften Kirchhof.
Die Stadtmauer ist weitgehend erhalten. Der vorgelagerte Zwinger ist teils noch erkennbar.
Unter der Altstadt gibt es zahlreiche Fluchtkeller.